# 生善院 (熊本県水上村)
生善院（しょうぜんいん）は、熊本県球磨郡水上村にある真言宗智山派の寺院である。
寺に残る伝説から、「猫寺」の通称で知られる。山門脇には、狛犬ならぬ「狛猫」が置かれる。
寛永2年（1625年）建立の観音堂は、国の重要文化財に指定されている。観音堂内の須弥壇嵌板にも猫が彫刻されている。

## 伝説
創建は寛永2年（1625年）、相良氏第20代相良長毎（頼房）によるもので、次のような由来をもつ。
かつてこの地にあった普門寺の住持・盛誉法印は、天正10年（1582年）3月16日、相良氏より無実の罪によって殺され、寺にも火をかけられた。
息子の死を恨んだ法印の母・玖月善女は、相良氏を呪い、断食して市房神社で37日間（21日間とも）の咀呪をなし、指を噛み切って神像に血を塗り、愛猫の黒猫「玉垂」にも因果を含めて自分の生血をすすらせ復讐を誓い、猫とともに淵に身を投げて死んだ。
その後、相良氏が化け猫に悩まされるようになり、盛誉親子らの霊を鎮めるため、普門寺跡に建てられたのが生善院だという。初代住持は願成寺第16代の尭辰。藩では盛誉法印の命日3月16日に藩民に寺への参詣を命じ、藩主自らも参詣したので、祟りは止んだと伝えられる。

## 文化財

### 重要文化財（国指定）
- 生善院観音堂（附:厨子） - 江戸時代前期（1625年）の建立。桁行三間、梁間三間、一重、寄棟造、茅葺、向拝一間、こけら葺。平成2年（1990年）09月11日指定。

## 御詠歌
野も過ぎて里をも過ぎてなかやまの 寺に参るは後の世の為

## 所在地
- 熊本県球磨郡水上村大字岩野3542

## 交通
- くま川鉄道湯前駅徒歩20分